# Международный оперный фестиваль имени М. Д. Михайлова
Международный оперный фестиваль им. М. Д. Михайлова — российский музыкальный фестиваль. Проводится ежегодно в конце ноября-начале декабря на сцене Чувашского государственного театра оперы и балета (Чебоксары) в память о местном уроженце — известном басе Максиме Дормидонтовиче Михайлове.
Первый фестиваль был организован в 1991 году по инициативе внука Максима Дормидонтовича и тоже оперного певца Максима Михайлова. Статус международного имеет с 1993 года, когда постановка оперы Ш. Гуно «Фауст» была осуществлена с привлечением гостей из Франции.
За время существования фестиваля в нём приняли участие многие оперные театры страны, а также артисты, режиссёры и дирижёры из России (в том числе из Большого и Мариинского театров), Италии, Франции, США.
Как правило, фестиваль открывается оперной премьерой Чувашского государственного театра оперы и балета (нередко в постановке приглашённого режиссёра), а заканчивается гала-концертом российских и зарубежных исполнителей.